# Jõgeva
Jõgeva (äldre svenskt och tyskt namn: Laisholm) är residensstad i landskapet Jõgevamaa i Estland. Jõgeva blev en småköping den 13 oktober 1919 och fick stadsrättigheter den 1 maj 1938. Staden innehar Estlands köldrekord på -43,5 °C från den 17 januari 1940.
Stadens vänorter är Karlstad och Dals-Ed i Sverige samt S:t Karins och Keuru i Finland.
Den 24 oktober 2017 uppgick staden i Jõgeva kommun i vilken den utgör centralort.
I kyrkligt hänseende hör staden till Laiuse församling inom den Estniska evangelisk-lutherska kyrkan.

## Geografi
Jõgeva ligger 79 meter över havet. Terrängen runt Jõgeva är platt. Runt Jõgeva är det glesbefolkat, med 11 invånare per kvadratkilometer. Jõgeva är det största samhället i trakten. I omgivningarna runt Jõgeva växer i huvudsak blandskog.
Jõgeva stad utgör en enklav i Jõgeva kommun, då staden är omsluten av kommunen på alla sidor.

### Karta

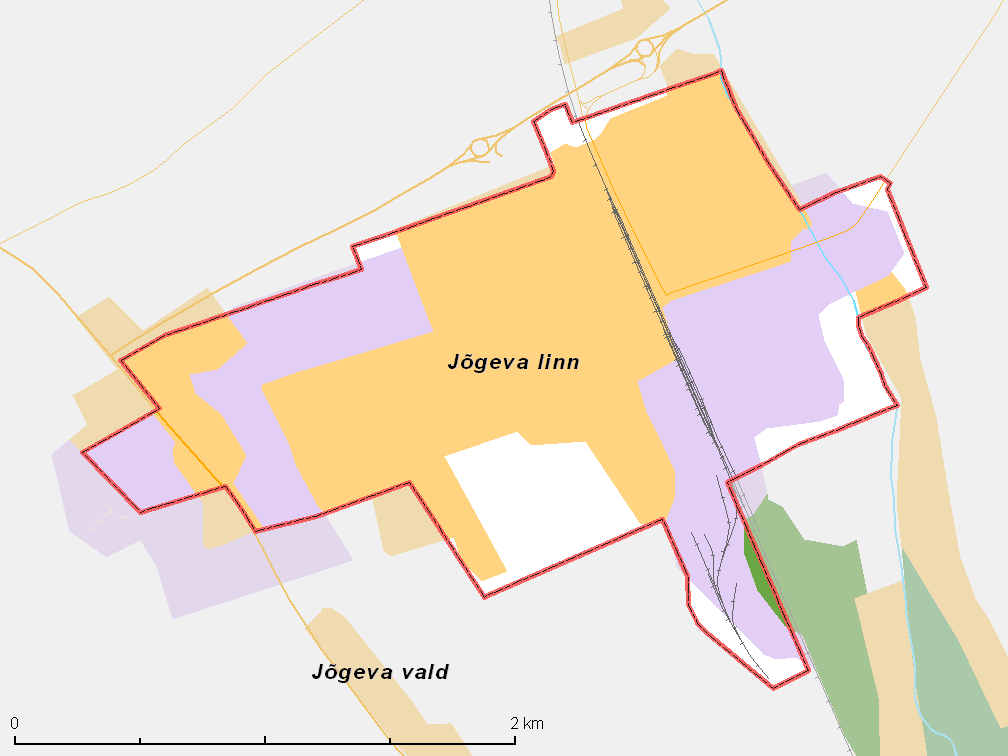
Översiktlig karta över staden.

### Klimat
Trakten ingår i den hemiboreala klimatzonen. Årsmedeltemperaturen i trakten är 5,8 °C. Den varmaste månaden är juli, då medeltemperaturen är 17,5 °C, och den kallaste är februari, med −5,1 °C. Staden innehar Estlands köldrekord på –43,5 °C från den 17 januari 1940.

## Galleri

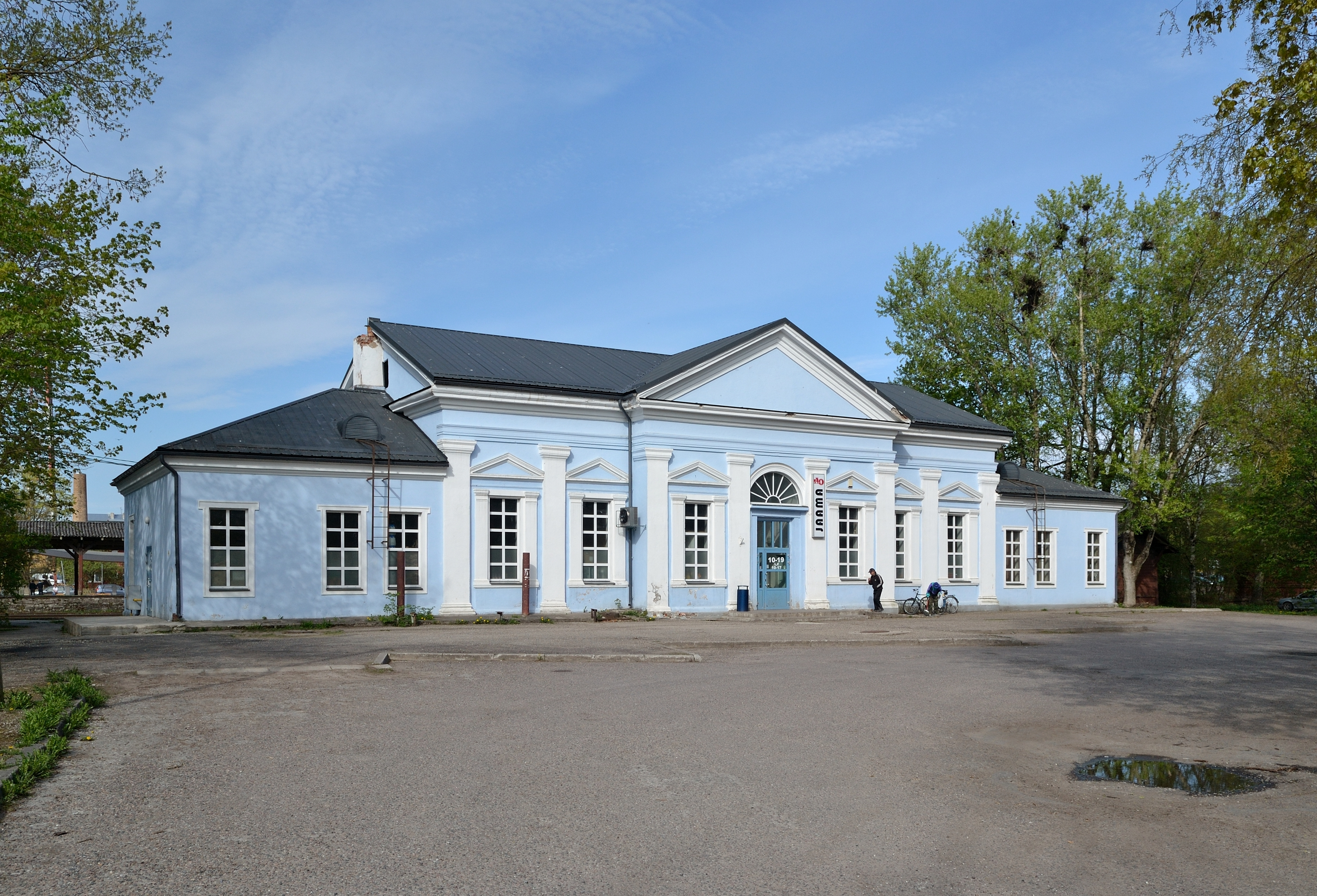
Jõgeva gamla järnvägsstation.
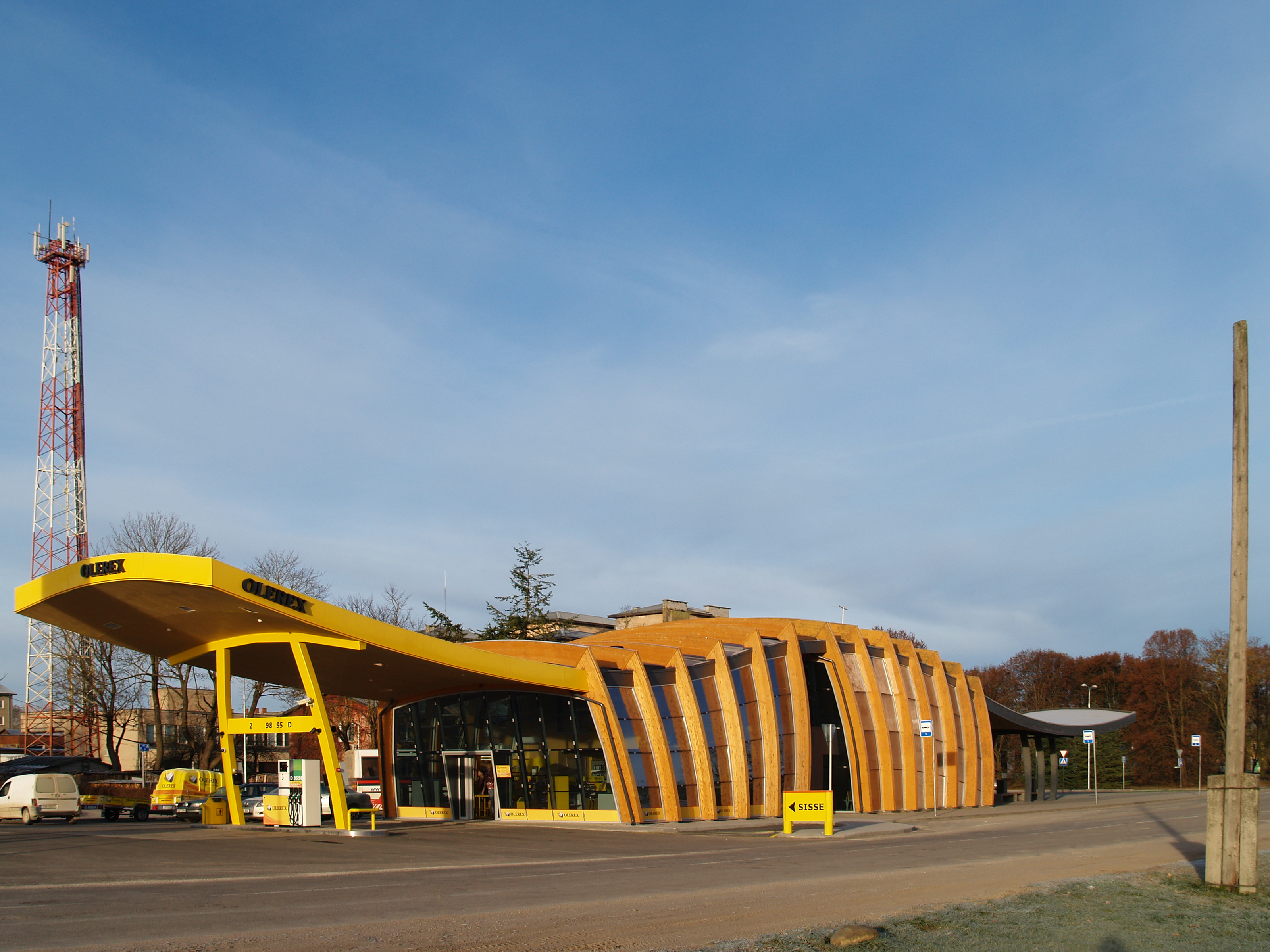
Jõgeva busstation.
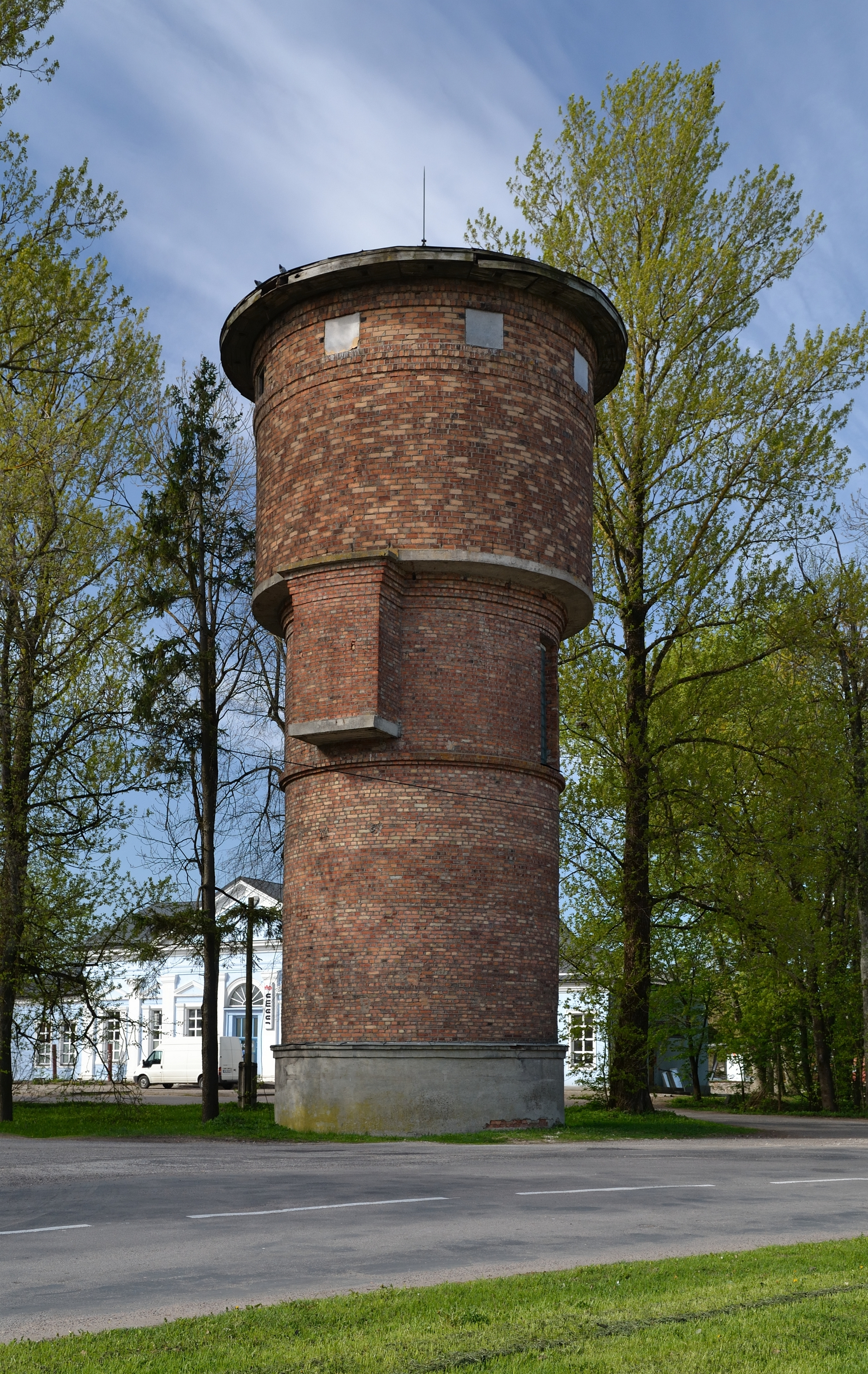
Vattentorn i Jõgeva.
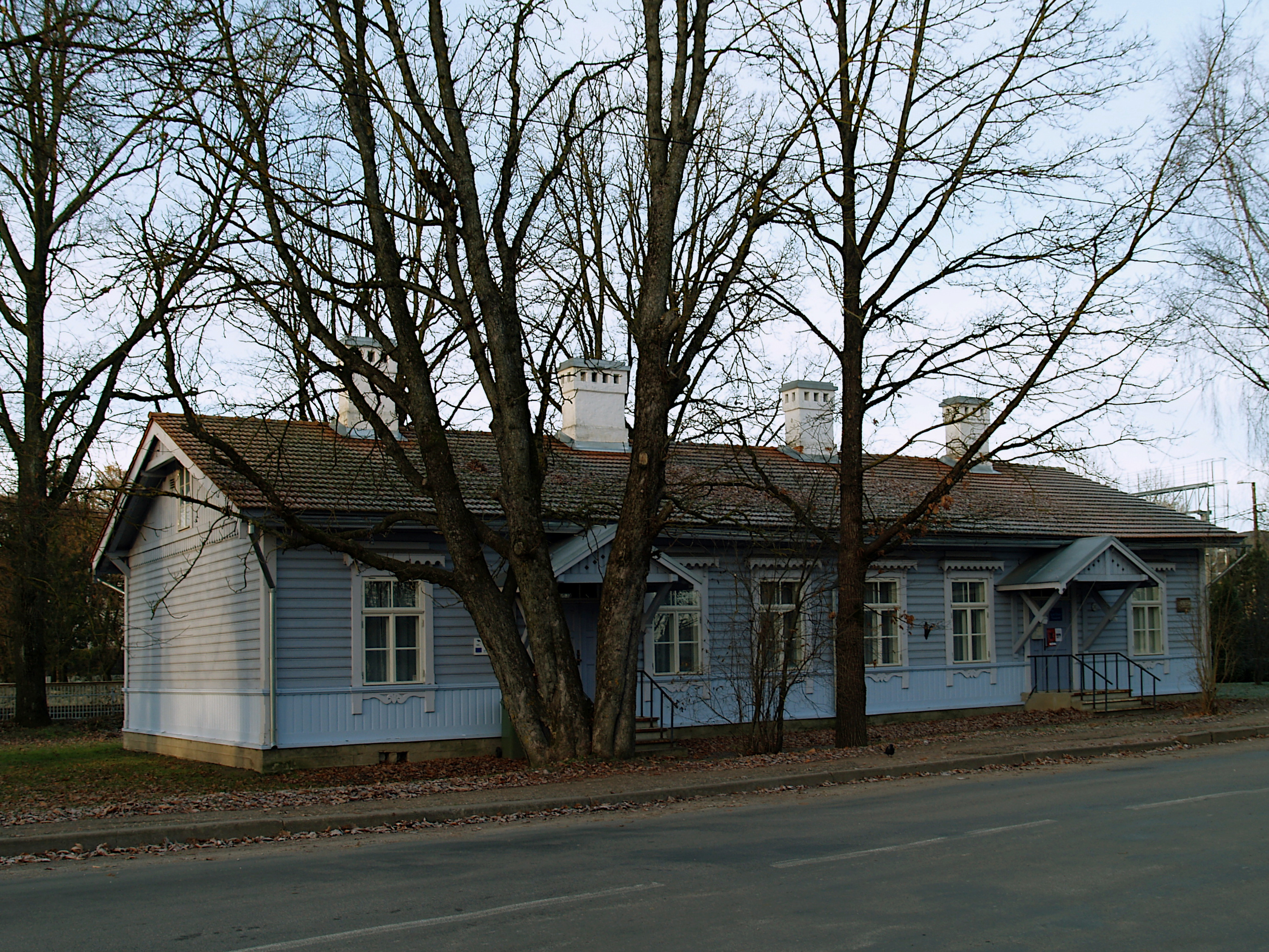
Betti Alveri museum.
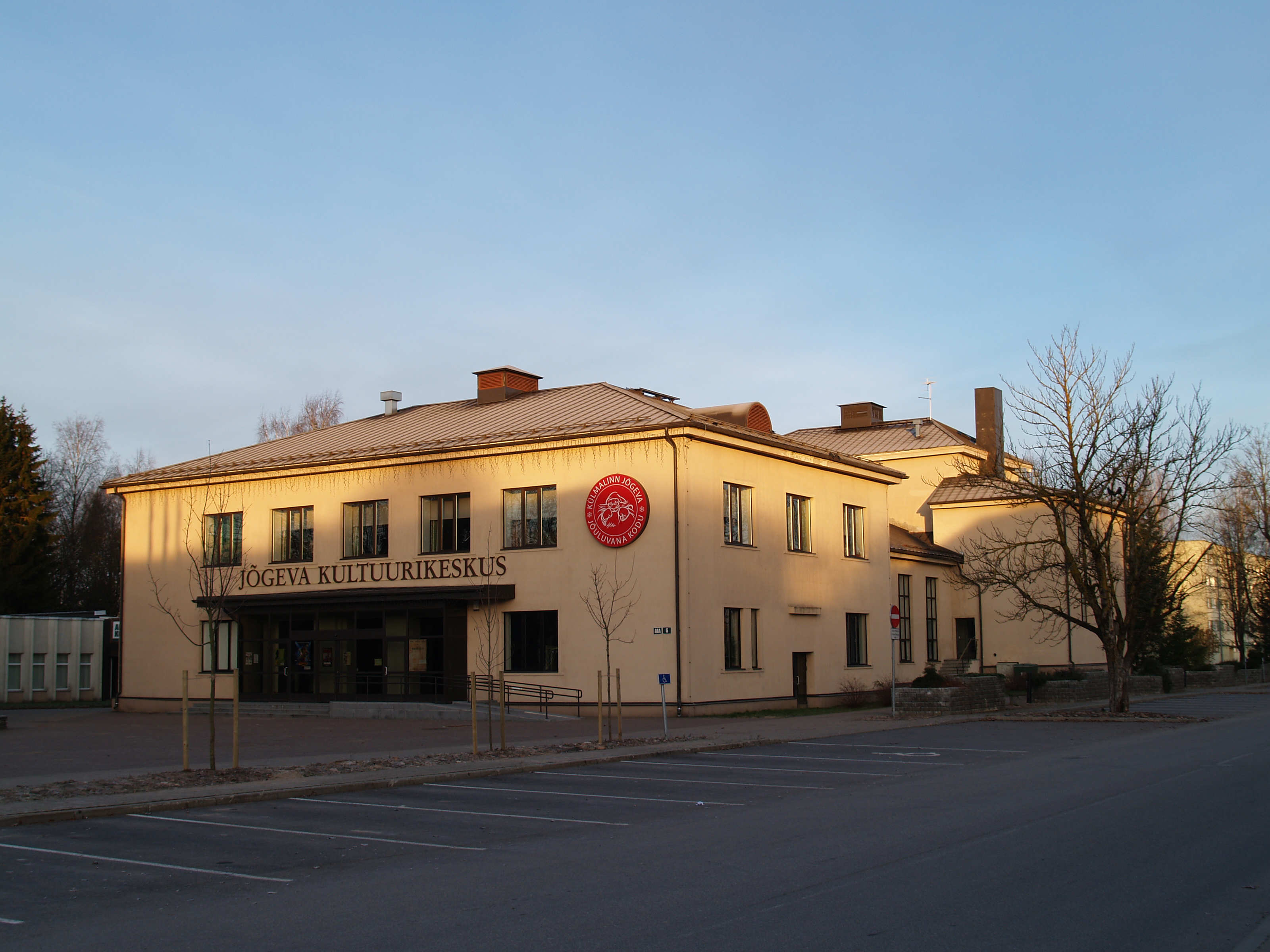
Jõgeva kulturcentrum.
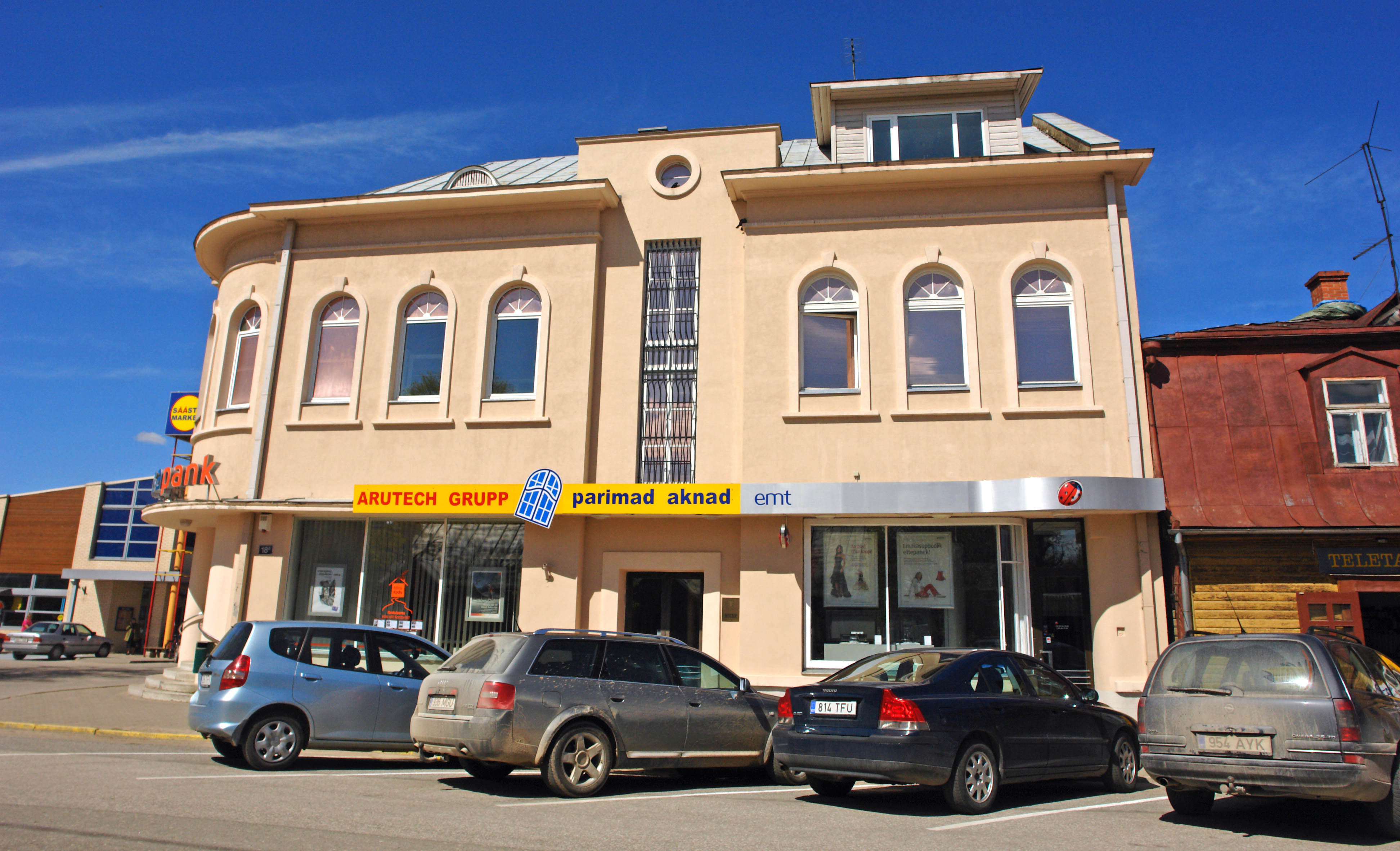
Jõgeva bankhus.